# Akademija Poetična Slovenija
Akademija Poetična Slovenija (APS) je od 2007 literarna prireditev v Velenju, vzpostavljena leta 2006 v pozdrav svetovnemu dnevu poezije, 21. marca, s slavnostno podelitvijo vseslovenske književne nagrade, imenovane velenjica-čaša nesmrtnosti  (VČN), za vrhunski 10-letni pesniški opus slovenskega književnika/-ce, ki pomembno zaznamuje umetniško literaturo 21. stoletja (tj. z najmanj dvema vrhunskima izvirnima pesniškima zbirkama za odrasle, prvič knjižno objavljenima v slovenskem jeziku v zadnjih desetih letih). 
Velenjico-čašo nesmrtnosti so v letih od 2006 do 2019 prejeli naslednji slovenski pesniki:
- Andrej Medved (2006)
- Milan Vincetič (2007)
- Milan Dekleva (2008)
- Vinko Möderndorfer (2009)
- Boris A. Novak (2010)
- Milan Jesih (2011)
- Peter Kolšek (2012)
- Zoran Pevec (2013)
- Esad Babačić (2014)
- Maja Vidmar (2015)
- Peter Semolič (2016)
- Tone Škrjanec (2017)
- Iztok Osojnik (2018)
- Uroš Zupan (2019)
- Gabriella Gaál (2020)

Od 2013/2014 do 2018 je bila nagrada pospremljena oz. popularizirana s knjižno izdajo 50 izbranih pesmi iz nagrajenčevega 10-letnega pesniškega opusa 21. stoletja (ob podelitvi v tekočem letu z izidom zbirke izbranih pesmi nagrajenca prejšnjega leta). Leta 2019 je bila nagrada ponovno finančna (3000 EUR) ob 60-letnici mesta Velenje. 